# Болгарська Вікіпедія
Болгарська Вікіпедія — розділ Вікіпедії болгарською мовою.
Болгарська Вікіпедія станом на 26 березня 2025 року містить 303 179 статей, 357 319 зареєстрованих користувачів, 709 активних дописувачів, 20 адміністраторів
. Загальна кількість сторінок в болгарській Вікіпедії — 684 246, редагувань — 12 510 891, завантажених файлів — 13
. Глибина (рівень розвитку мовного розділу) болгарської Вікіпедії мала і становить 28.9 пунктів
.
За кількістю статей перебуває на 40-му місці серед усіх мовних розділів та на 7-му серед слов'яномовних розділів Вікіпедії (між сербохорватською та словацькою Вікіпедіями).

## Історія

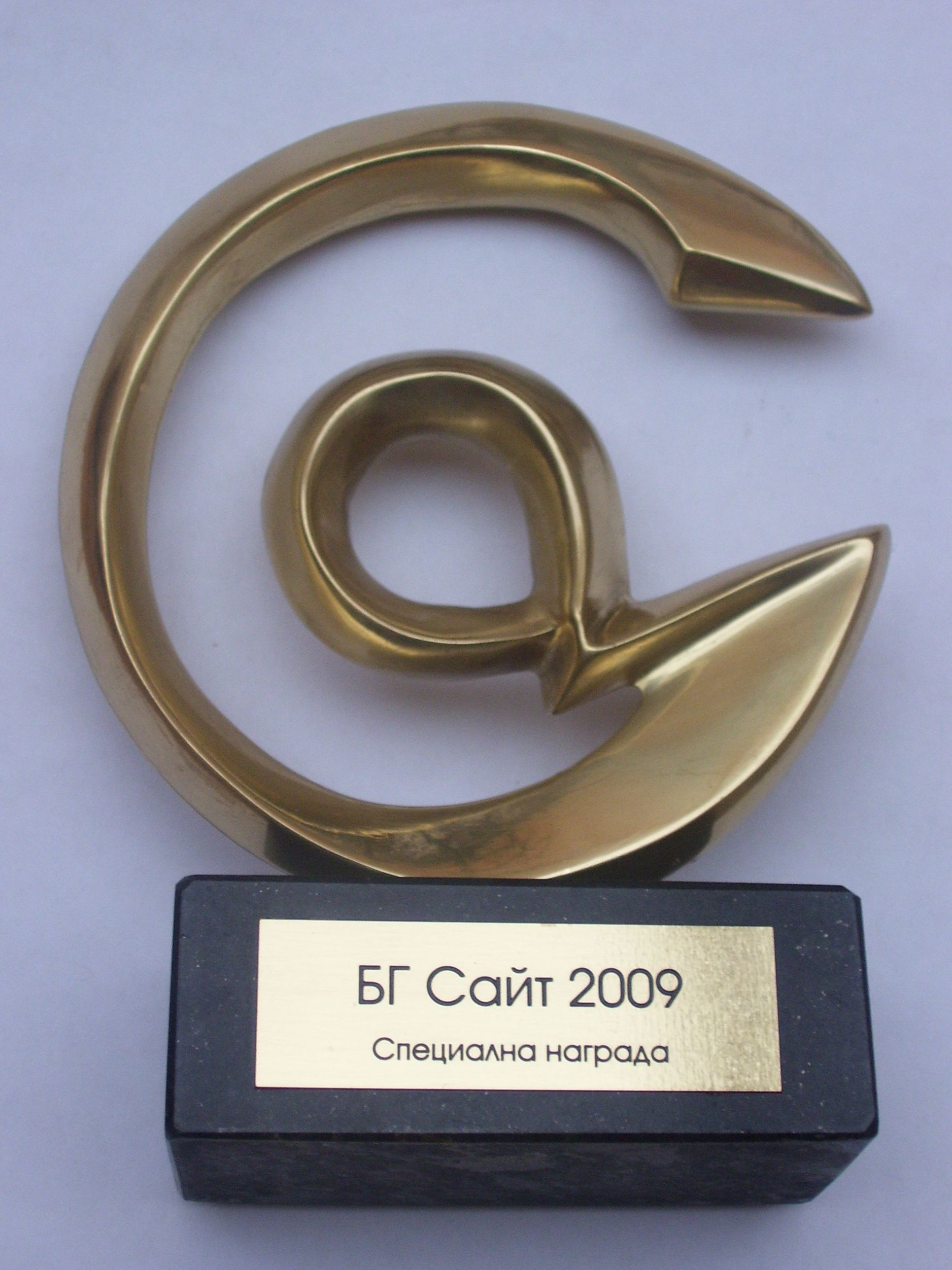
Нагорода «БГ Сайт 2009»

9 листопада 2009 болгарська Вікіпедія отримала спеціальну нагороду від експертної ради «БГ Сайту» за «цілісний внесок у болгаромовний вебпростір». Болгарська Вікіпедія зараз є найбільшим і найпопулярнішим довідником у Болгарії. За обсягом відомостей і тематичним охопленням вважається найповнішою енциклопедією болгарською мовою.

## Особливості
- Болгарська Вікіпедія дотримується принципу «краще хороші статті, ніж багато статей».
- У болгарській Вікіпедії діють жорсткі правила, що заохочують видалення статей: маленькі статті, навіть з безперечно важливих тем, можуть бути видалені.
- У болгарській Вікіпедії використовуються істотно менше позначок про незакінчені статті з вимогами переробок. Зауваження про недоліки статей пишуться безпосередньо на сторінку обговорення.
- У болгарській Вікіпедії істотно більша частина виправлень, що робиться зареєстрованими користувачами. Цьому сприяє відповідальність авторів.
- У болгарській Вікіпедії панує суворіша ліцензійна політика, ніж в англійській чи українській.
- У болгарській Вікіпедії було прийнято рішення про завантаження зображень виключно на Вікісховище. Це означає, зокрема, що в болгарській Вікіпедії заборонені до використання зображення, поширювані на умовах сумлінного використання (fair use).

## Статистика

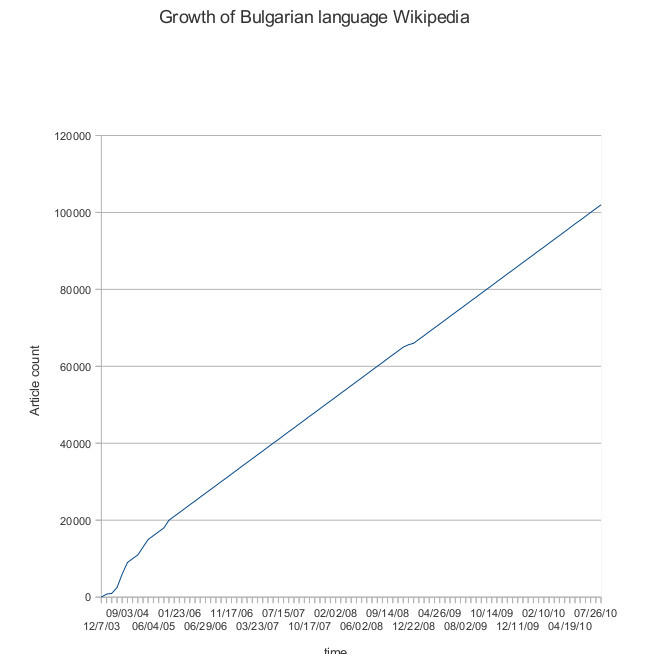
Зростання болгарської Вікіпедії до 2010 року.

24 листопада 2005 року було написано 20 000-ну статтю болгарської Вікіпедії, що поставило її на 21 місце у загальному переліку Вікіпедій. На кінець червня 2007 року болгарська Вікіпедія мала більше, ніж 41 тисячу статей.
На 15 вересня 2009 в розділі налічувалося 79 090 статей (33-тє місце серед розділів Вікіпедії) і 41 700 зареєстрованих учасників. На 3 лютого 2010 в розділі налічувалося 90 297 статей (32-ге місце серед 270 мовних розділів Вікіпедії) і 61 157 зареєстрованих учасників (28-ме місце). Загальна кількість правок нараховує понад 3152000 (27-ме місце) з 1021 активних учасників (28-ме місце). За інтенсивністю зростання в січні 2010 року болгарська Вікіпедія досягла 23-го місця серед 272 інших мовних розділів Вікіпедії. Останні дані про стан болгаромовної Вікіпедії.
Весь текст доступний відповідно до cc-by-sa версії 3.0, що дозволяє подальше розповсюдження, створення похідних робіт, а також комерційне використання, в той час як автори зберігають своє авторське право на свої роботи.
Одна з добре розвинених тем у болгарській Вікіпедії пов'язана з Македонією, як історичної області, так і сучасної країни.
Крім виконання функції енциклопедичного довідника, Болгарська Вікіпедія стала головним об'єктом уваги ЗМІ як мережеве джерело останніх новин з тієї причини, що вона постійно оновлюється.
- 3 жовтня 2004 — 10 000 Процес срещу българските медици в Либия
- 24 листопада 2005 — 20 000 Бирхан Уолду
- 19 вересня 2006 — 30 000 Лито II
- 8 червня 2007 — 40 000 Масов гроб
- 26 грудня 2007 — 50 000 Валак
- 7 серпня 2008 — 60 000 Скъпи Джон
- 30 березня 2009 — 70 000 Отокар Кобра
- 29 вересня 2009 — 80 000 Катма
- 29 січня 2010 — 90 000 Квінт Фулвіо Флак
- 24 травня 2010 — 100 000 Печера Петралона
- 12 червня 2015 — 200 000